# Turonien
Ligérien
Stratigraphie
Cénomanien Coniacien
Le Turonien est le deuxième étage stratigraphique du Crétacé supérieur. On le situe entre -93,9 et -89,8 ± 0,3 Ma, après le Cénomanien et avant le Coniacien.

## Stratotype

Un fossile de Cunnolites elliptica, une espèce de corail, datant du Turonien, trouvé à Goulmima, au Maroc.

Le Turonien est défini par le paléontologue Alcide d'Orbigny en 1842 d'après sa localité type de Tours (latin Turones) ou sa région type de la Touraine (Turonia) situées sur ces terrains. Il s'appelle aussi l'Angoumien pour sa partie supérieure, du nom de la ville française d'Angoulême, et Ligérien pour sa partie inférieure, du nom latin de la Loire.
Sa base biostratigraphique est définie par l'apparition de l'ammonite Watinoceras devonense. Son sommet correspond à l'apparition du bivalve Cremnoceramus rotundatus Tröger (= Cremnoceramus deformis erectus (Meek)).
En Touraine, le Turonien revêt un faciès lithologique détritique constitué à la base par des sables, devenant peu à peu marneux avec inocérames, puis par une craie détritique appelée tuffeau de Touraine. Dans le Bassin parisien, le Turonien se présente sous forme de craie marneuse. Dans le bassin aquitain, le faciès comporte de bas en haut une craie marneuse avec Inoceramus labiatus, un calcaire à rudistes où apparaissent les premiers hippurites. Dans les chaînes subalpines dans la région vocontienne, il a un faciès vaseux et ressemble au Cénomanien.